# Шинейд О'Коннор
Шине́йд Марі Бернадетт О'Ко́ннор (англ. Sinéad Marie Bernadette O’Connor [ʃɪˈneɪd]), пізніше Маґда Давітт (англ. Magda Davitt) та Шухада Давітт (англ. Shuhada' Davitt; 8 грудня 1966, Гленнагірі, графство Дублін, Ірландія — 26 липня 2023, Дублін, Ірландія) — ірландська співачка, композиторка, музикантка, авторка-виконавиця і феміністка. Одна з найвідоміших вокалісток 90-х.
Одна з найексцентричніших поп-персонажів десятиліття, фігурантка скандалів після того, як: заборонила, щоб перед її концертом звучав гімн США; відмовилася виступити, попри анонси, в ефірі Saturday Night Live на каналі NBC, дізнавшись, що ведучим буде Ендрю Дайс Клей, відомий мізогін; вирішила не брати участі в церемонії вручення премії Греммі, виражаючи зневагу до шоу-індустрії; розірвала фотографію Папи Римського з вигуком «Воюйте зі справжнім ворогом!».

## Життєпис
Народилася в Дубліні 8 грудня 1966. Мала важке дитинство: батьки розлучилися, коли їй було 8; її виключили з католицької школи; незабаром заарештували за крадіжку в магазині та направили до виправної школи. Відрадою й порятунком від життєвих негараздів став спів.
Першим шансом публічно виступити як співачка стало весілля родичів, на якому Шинейд виконала пісню Барбри Стрейзанд «Evergreen».
В 1985 році (у 18 років) втратила матір в автокатастрофі. Після втрати О'Коннор зізнавалася, що їхні стосунки завжди були непростими.
Була в стосунках з бек-вокалістом Г'ю Гаррісом (англ. Hugh Harris). У 1990 році розлучилася з першим чоловіком барабанником Джоном Рейнольдсом (англ. John Reynolds).
На початку травня 2016 року звинуватила коміка Арсеніо Гола в багаторічному постачанні наркотиків музикантові Прінсу, який помер в кінці квітня. Гол подав на співачку до суду.
Поліція Чикаго почала розшук Шинейд О'Коннор через її зникнення 15 травня 2016 року. Її знайшли в околицях Чикаго 16 травня 2016 року.
Померла 26 липня 2023 у віці 56 років.

## Кар'єра
Як одна з найвідоміших вокалісток 90-х, завдяки власній музиці О'Коннор прославилася лише останнім часом. Бувши талановитою композиторкою і артисткою, прославилася, виконуючи чужу пісню: хіт-сингл «Nothing Compares 2 U», який очолював американський чарт чотири тижні поспіль, написав Прінс, а вперше його виконав гурт «Family» в 1985 році.
На 15-річну О'Коннор звернув увагу Пол Берн (англ. Paul Byrne), барабанник ірландського гурту «In Tua Nua» (більш відомий як протеже «Bono» і «U2»). Якийсь час Шинейд працювала з гуртом, виступаючи як лід-вокалістка, стала співавторкою їхнього дебютного синглу «Take My Hand» і залишила школу, щоб повністю присвятити себе музичній кар'єрі.
З 1985 року почала співати в дублінських кафе, вступила в музичний коледж і вдосконалювала вокальну техніку й володіння фортепіано. У тому ж році уклала контракт з лейблом «Ensign Records» і переїхала до Лондона. У 1986-му дебютувала в саундтреку до фільму «The Captive». Записувалася разом з гітаристом U2 Еджем (The Edge), співавтором звукової доріжки. Попри вдалий пісенний дебют, лейбл відмовився випустити її перший альбом, вважаючи треки «занадто кельтськими». Тоді О'Коннор взялася самостійно продюсувати свої композиції, переписала весь альбом і назвала його «The Lion and the Cobra» (1987) — з 91-го псалму Біблії. Звукозапис включав широку палітру жанрів: хард-рок, панк-рок та ірландський фольк. Результат перевершив всі очікування — критики оголосили «The Lion and the Cobra» одним з найсильніших дебютів року. Диск ірландської дебютантки в 1988 році став № 36 американського рейтингу Billboard 200. Сингли «Mandinka» і «Troy» стали фаворитами британського альтернативного радіо, а перший трек альбому піднявся до № 14 танцювального чарту Америки.
О'Коннор з самого початку кидала виклик істеблішменту і не зупинялася ні перед чим. В інтерв'ю після видання альбому вона захищала діяльність ірландських сепаратистів (IRA), критикувала колег, включаючи і U2, чию музику назвала «пихатою».
У 1990 О'Коннор записала другий, знаменитий альбом «I Do Not Want What I Haven't Got». Вже до кінця 80-х співачка переросла статус звичайної виконавиці та перетворилася на культову фігуру, принаймні на батьківщині. З появою другого альбому О'Коннор стає суперзіркою, отримавши за нього «Греммі» в номінації «найкращий альтернативний альбом». «I Do Not Want What I Haven't Got» не сходив з американського чарту протягом року — і вибивається на № 1 шість тижнів поспіль.
Головною фішкою лонг-дисплею був хіт-сингл «Nothing Compares 2 You», одне з найвищих досягнень поп-музики 90-х (№ 1 у чарті Billboard Hot 100). На підтримку пісні створено визначний відеокліп, в якому Шинейд постала вправною акторкою.
На концерті в Нью-Джерсі О'Коннор відмовилася виступати, якщо перед початком шоу звучатиме «Зоряно-смугастий прапор»: її заява набула широкого розголосу — і сам Френк Сінатра погрожував «відлупцювати її по дупі». Попри чотири номінації «Греммі» за альбом «I Do Not Want What I Haven't Got», співачка демонстративно відмовилася брати участь у церемонії та вимагала викреслити її ім'я зі списку номінантів.
Третій альбом «I'm Not Your Girl» (1992) отримав стримані відгуки та піднявся до № 27 чарту Billboard 200. Ця збірка відомих поп-стандартів у новій інтерпретації включала: «I Want to Be Loved by You» Мерилін Монро, «Gloomy Sunday» Біллі Голідей, і «Don't Cry for Me Argentina» з мюзиклу «Evita».
Протест Saturday Night Live

Шинейд розриває папу

3 жовтня 1992 року О'Коннор брала участь в американській телевізійній програмі Saturday Night Live ( SNL ) і влаштувала протест проти католицької церкви. Після акапельного виконання пісні Боба Марлі « War » 1976 року зі зміненим текстом що до жорстокого поводження з дітьми, вона розірвала фотографію Папи Івана Павла II , взяту зі стіни спальні її матері яку зберігала 8 років, сказала «бийся зі справжнім ворогом». Пізніше О'Коннор сказала, що відчуває, що католицька церква несе певну відповідальність за фізичне, сексуальне та емоційне насильство, якого вона зазнала в дитинстві. Вона сказала, що церква знищила «цілі раси людей», і що католицькі священики роками знущалися над дітьми. Її протест відбувся за дев'ять років до того, як Іван Павло II публічно визнав сексуальне насильство над дітьми в Католицькій Церкві.
Протест викликав сотні скарг глядачів. Він викликав критику з боку таких інституцій, як Антидифамаційна ліга та Національна етнічна коаліція організацій , а також знаменитостей, зокрема Джо Пеші , Френка Сінатри та Мадонни, які висміювали виступ на SNL пізніше того сезону. Time назвав О'Коннор найвпливовішою жінкою 1992 року за її протест. 
Через два тижні після епізоду з фотографією понтифіка, коли співачка піднялася на сцену нью-йоркського «Madison Square Garden», де святкувалося 30-річчя кар'єри Боба Ділана, — її освистали та зірвали виступ. Через соціально-політичні заяви Шинейд О'Коннор піддали остракізму й цькуванню. Перетворена на соціальну парію, О'Коннор віддалилася від великого шоу-бізнесу, повернулася в Дублін, де вивчала оперне мистецтво, виконувала роль Офелії в театральній постановці «Гамлета», гастролювала з фестивалем «WOMAD», організованим Пітером Гебріелом.
У 1994 році О'Коннор випускає четвертий студійним лонг-альбом «Universal Mother», який, попри позитивні рецензії, не мав помітного успіху: він піднісся ледве до № 36 у Billboard 200. Роком пізніше вона оголошує, що більше ніколи не буде спілкуватися з пресою. У 1997 році виходить EP «The Gospel Oak» зі старими записами; співачка занурюється в релігію — і її звуть новим «чернечим» ім'ям: Mother Bernadette Mary.
У 2000 О'Коннор вирішує повернутися в музику, підписує новий контракт із «Atlantic Records» і після шестирічної паузи випускає альбом нового матеріалу «Faith and Courage». Її співавтор(к)ами і співпродюсер(к)ами стають Скотт Катлер (Scott Cutler) і Енн Превен (Anne Preven), що працювали над «'Torn'», Наталі Імбрулія (Natalie Imbruglia), Дейв Стюарт (Dave Stewart), Браян Іно (Brian Eno) та Уайклеф Джин (Wyclef Jean). «На цьому альбомі — мій Бог і мої сини», — говорила виконавиця; проте ця впевнена і зріла робота не заімпонувала аудиторії співачки.
У 2002 році вийшов новий лонг-плей «Sean-Nos Nua». Диск широко використовував ірландські мотиви, поєднав регі, електроніку і кельтську музику. О'Коннор залишилася чудовою вокалісткою, але рецензенти резюмують: одного вокалу для хорошого альбому явно недостатньо.

### Завершення музичної кар'єри
Влітку 2003 року О'Коннор оголосила, що покидає музичний бізнес і більше не хоче бути знаменитою, а прагне звичайного життя. На прощання співачка, втомлена від уваги фанів, порадила: «Якщо Ви зустрінете на вулиці знамениту людину, навіть не дивіться на неї. Найкраще, що Ви можете зробити — просто спокійно пройти повз. Повірте, для них це найкращий вияв любові».
О'Коннор спростувала чутки про те, що причиною її відходу зі світу музики є «синдром перевтомлюваности». «Аж ніяк, — виголосила вона. — Я вирішила залишити музику, щоб присвятити себе викладанню релігії у початковій школі». За планами О'Коннор, поряд з вивченням теології та відвідуванням церкви, вона братиме участь у діяльности церковного хору, щоб задовольнити свій потяг до співу. «Тож парафіяни зможуть запросити мене на свої дійства. Але, будь ласка, не вважайте, що я співатиму на весіллях — вони нестерпні мені!».
Останньою музичною звісткою від Шинейд О'Коннор став DVD «Goodnight, Thank You» — збірка концертних записів співачки, вихід якої планувався на кінець літа 2003.

## Особисте життя
В інтерв'ю 2000 року в інтерв'ю журналу Curve О'Коннор сказала, що вона лесбійка. Пізніше вона відмовилася від цієї заяви, а в 2005 році сказала Entertainment Weekly: «Я на три чверті гетеросексуальна, на чверть гомосексуальна».

## Дискографія
- 1987: The Lion and the Cobra
- 1990: I Do Not Want What I Haven't Got
- 1992: Am I Not Your Girl?
- 1994: Universal Mother
- 1997: Gospel Oak EP
- 2000: Faith and Courage
- 2002: Sean-Nós Nua
- 2003: She Who Dwells
- 2005: Collaborations
- 2005: Throw Down Your Arms
- 2007: Theology
- 2012: How about I Be Me (And You Be You)?
- 2014: I'm Not Bossy, I'm the Boss